# SHERPA/RoMEO
SHERPA/RoMEO는 노팅엄 대학의 SHERPA 서비스의 일부이다. RoMEO는 오픈 아카이브를 위한 영국 JISC의 프로젝트명이다. 프로젝트는 영국 학자에 의한 연구 논문의 오픈 아카이브와 관련된 모든 지적 재산권 (IPR) 문제를 고려하는 임무를 띤다. SHERPA/RoMEO는 전 세계의 저널과 출판사에 대한 정보, 저작권정보등을 제공하고 있으며, 제출된 연구 논문의 심사 전 논문(pre-print)및 심사 후 논문(post-print)의 출판사별 아카이빙 정책을 4개의 컬러(그린, 블루, 옐로우, 화이트)로 구분하여 제공하고 있다. 아카이빙이 허용되지 않는 논문은 제목, 저자, 주제어, 초록 등의 메타데이터 정보만을 제공하고 원문파일에 링크를 걸어서 접근하도록 하고 있다. RoMEO는 개발과 서비스를 유지하기 위해 시간과 노력을 기여하는 많은 국제 파트너와 협력을 맺고있다. 현재 RoMEO의 개발은 JISC로부터 후원되고있다. 과거의 후원자는 인간과 동물의 건강 증진을 위한 세계적인 자선기금인 Wellcome Trust와 JISC 그리고 RLUK였다.

## 아카이빙 정책
RoMEO는 검색 시 출판사의 아카이빙 정책을 돕기위해 다른 컬러를 사용하였다.
- GREEN: 심사전 논문 (pre-print) 및 심사 후 논문 (post-print)의 셀프아카이빙이 가능
- BLUE: 심사후 논문 (post-print) 셀프아카이빙이 가능
- YELLOW: 심사전 논문 (pre-print) 셀프아카이빙이 가능
- WHITE: 아카이빙 불가능

## 주요 목표
- OAI 프로토콜 하에서 공개된 지적재산권의 보호와 사용에 관한 이해관계자(저작권자, 출판사, 데이터제공자, 서비스제공자 등)의 요구사항 이해.
- ODRL과 같은 기존 표준을 사용하여 학술 'Open-access research papers'에 대한 관련 권리정보를 표현할 수 있고 공동이용이 가능한 'simple rights metadata' 요소 집합 개발.
- OAI-PMH로 수집된 문서(문헌)의 메타데이터 집합 내에 권리요소를 통합시킬 방법 개발.
- 권리요소를 저자에 의해 어떻게 이끌어낼 것인가 그리고 최종 이용자에게 어떻게 보여줄 것인가를 나타내는 데모시스템과 지침 생성.
- 이 프로젝트를 이끌어나가고 충고해줄 'Rights Working Group' 설립에 두고 진행.[5]

## 저널 정보의 제공 및 브라우징
저널정보는 친절하게도 다음에 의해 제공되었다.
- 영국 도서관의 Zetoc 서비스(hosted by MIMAS): 국제적 연구 간행물의 모니터링과 검색을 담당한다.[7]
- 룬드 대학교 사서들의 Directory of Open Access Journals (DOAJ): 오픈 액세스 저널의 접근을 용이하게 한다.[8]
- NCBI(미국 국립생물공학정보센터)의 Entrez 저널 리스트: 생물학과 관련된 저널의 검색을 돕는다.[9]

저널 정보 브라우징
- 저널 브라우징의 목록은 RoMEO 저널 데이터베이스에 있는 타이틀만 보여준다. RoMEO가 사용하고 있는 다른 데이터베이스(Zetoc, DOAJ, Entrez)의 추가 타이틀은 보여주지 않는다.

## 기타 SHERPA RoMEO 서비스
기타 SHERPA RoMEO 제공 서비스
- RoMEO 뉴스
- Special RoMEO Pages
- Additions and Updates
- Other SHERPA Services

## 오픈 액세스 저작권관리를 위한 해외 연구 사례 중 ROMEO Project
- RoMEO Project는 기관 레포지터리를 통한 학술 연구자들의 셀프아카이빙에 관한 지적소유권 이슈를 조사하여 통해 출판사별 저작권 기본 정책을 표시하고 있는 페이지로, 저자는 이 페이지에서 출판사의 저작권 정책을 확인할 수 있다.

- 또한 RoMEO 프로젝트는 Open Access ePrints 아카이브 구축을 위한 저작권 메타데이터 요소를 개발하고, 연구자들이 학술기관 레포지터리에 자신의 연구산출물을 셀프 아카이빙 하는데 있어서 발생 가능한 저작권 문제를 중점적으로 연구했다.

## 같이 보기
- SHERPA

## 참조
1. ↑  RoMEO studies 1: the impact of copyright ownership on academic author self-archiving
2. ↑  김희란, 대학기관리포지터리의 구축 및 운영방안에 관한 연구, 동의대 대학원, 2011, p 30-31
3. ↑  http://www.sherpa.ac.uk/romeo/
4. ↑  http://www.sherpa.ac.uk/romeo
5. ↑  박미성 (2005). 오픈액세스를 위한 저작권관리시스템 사례연구를 통한 dCollection 라이선스관리시스템 분석. 『한국도서관ㆍ정보학회지』,39-3.
6. ↑  http://www.sherpa.ac.uk/romeo/about.php?la=en&fIDnum=%7C&mode=simple
7. ↑  “보관된 사본”. 2013년 5월 10일에 원본 문서에서 보존된 문서. 2013년 5월 5일에 확인함.
8. ↑  “보관된 사본”. 2013년 4월 30일에 원본 문서에서 보존된 문서. 2013년 5월 5일에 확인함.
9. ↑  http://www.ncbi.nlm.nih.gov/sites/gquery
10. ↑  http://www.sherpa.ac.uk/romeo/journalbrowse.php?la=en&fIDnum=%7C&mode=simple
11. ↑  차미경, 2007, 오픈 액세스 기반 학술 커뮤니케이션을 위한 정책 개발에 관한 연구, 한국교육학술정보원, p96
12. ↑  노류하, 2005, 오픈 액세스 환경에서의 저작권 문제에 대한 연구: 생물정보학 연구자들의 인식을 중심으로, 부산대학교 대학원, 학위논문(석사), p24